# Herrestads kyrka, Bohuslän
Herrestads kyrka är en kyrkobyggnad i Herrestads församling i Göteborgs stift. Den ligger i Herrestad i Uddevalla kommun.

## Kyrkobyggnaden
På medeltiden byggdes här en träkyrka som senast på 1500-talet ersattes av en kyrka i sten. År 1826 genomfördes en radikal ombyggnad då merparten av kyrkan byttes ut och 1849 byggdes ett kyrktorn vid västra kortsidan och tornets bottenvåning inreddes till vapenhus. I sin nuvarande form består kyrkan av långhus med tresidigt kor i öster, av samma bredd som långhuset. Vid långhusets södra sida finns en sakristia och vid långhusets västra sida kyrktorn med huvudingång.

## Inventarier
- Predikstolen med femsidig korg och femsidigt ljudtak är från mitten av 1800-talet.
- Dopfunten av trä anskaffades 1922.
- Altartavlan, dekorationsmålningar i fönsternischer och takrosetter är utförda av John Hedaeus på 1923-1925.[1]
- Nattvardskalk och paten i förgyllt silver är från 1703.
- Bänkluckorna från 1600-talet är bevarade.
- Klockorna är gjutna 1777 och 1850.

### Orglar
- Huvudorgeln, som har 17 stämmor, två manualer och pedal, är tillverkad 1971 av Tore Lindegren.
- Kororgeln har sex stämmor,  manual och pedal. Den är tillverkad 1982.[2]

## Bildgalleri

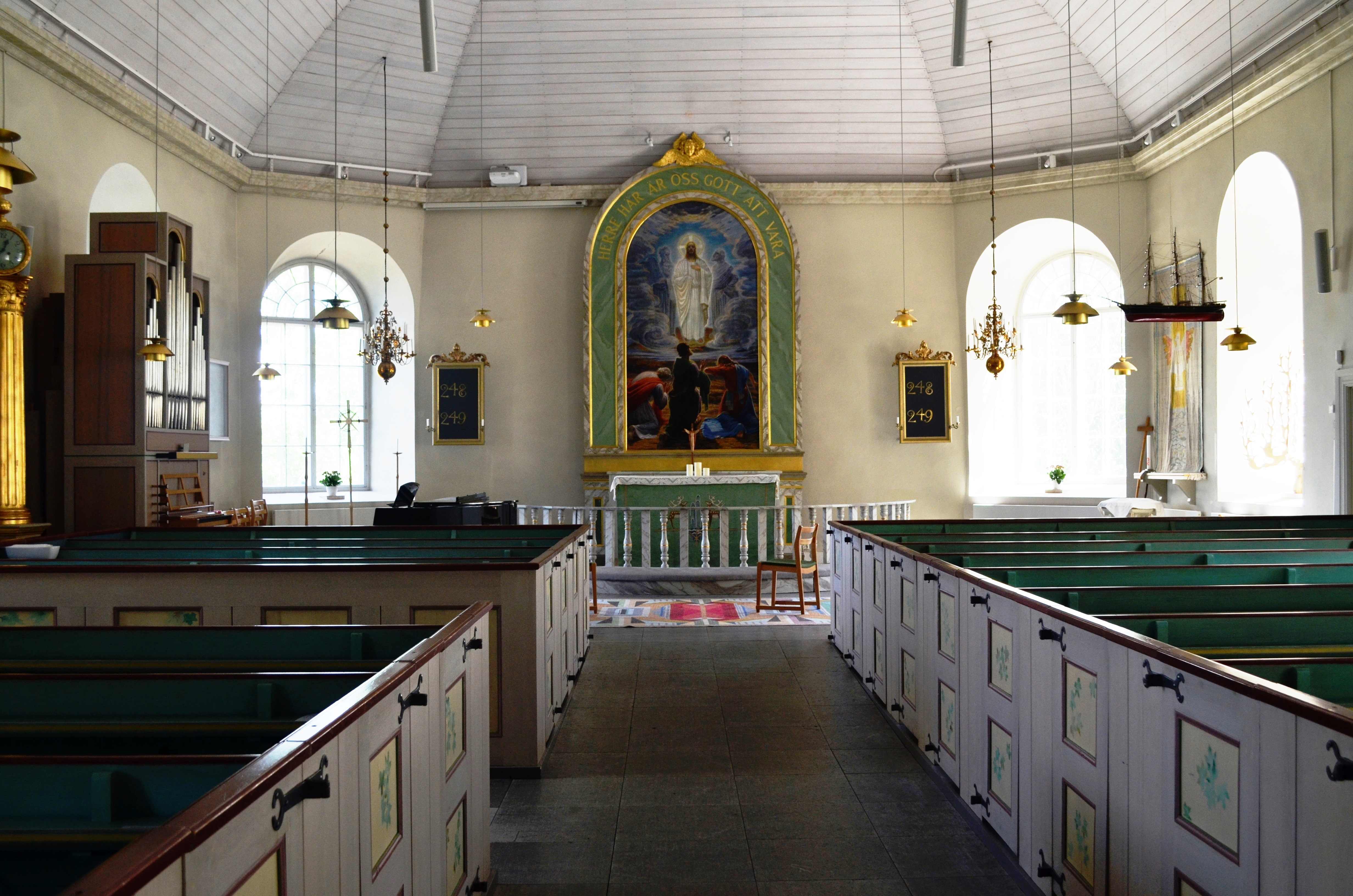
Herrestads kyrkas kyrkosal
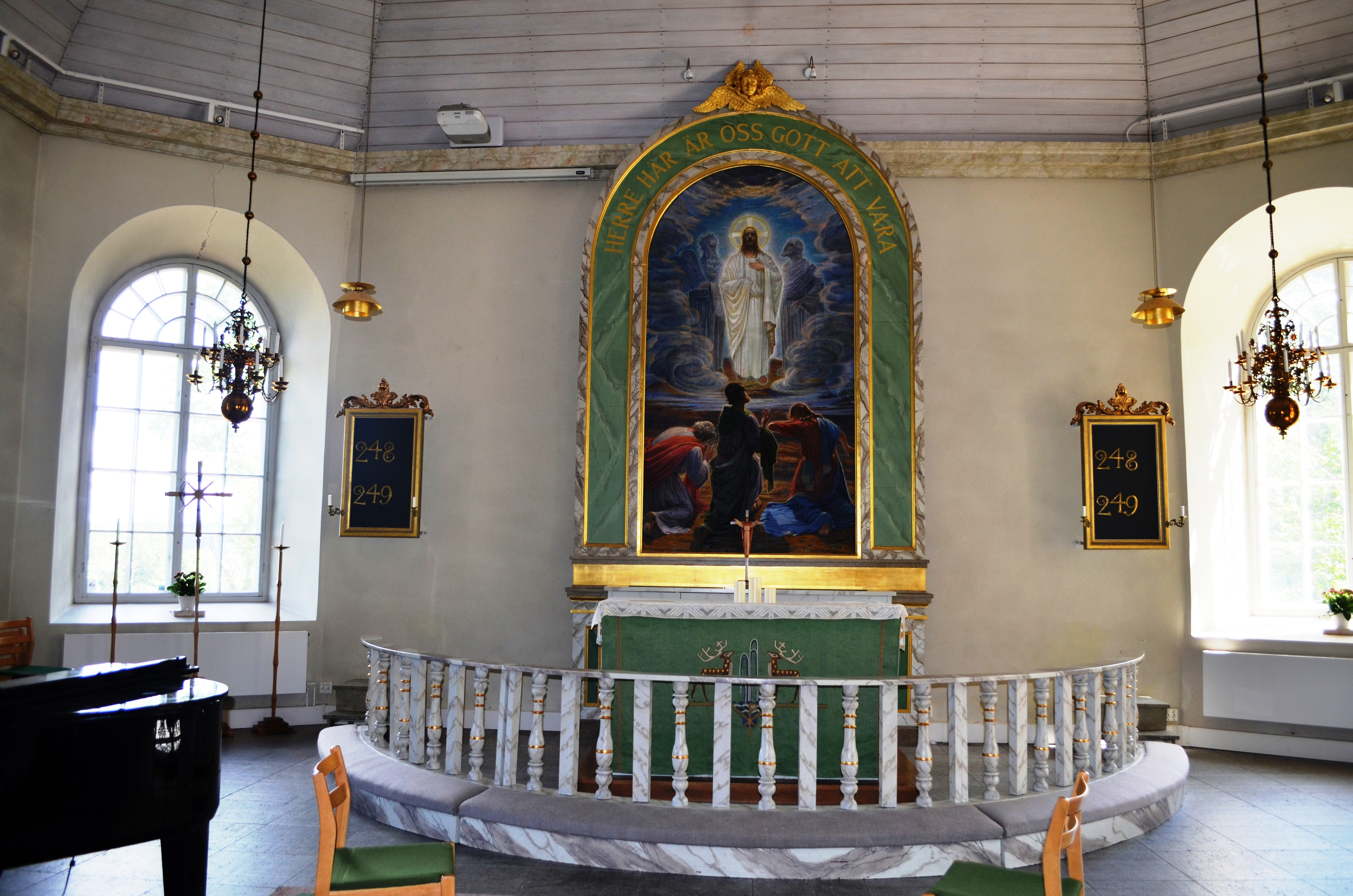
Herrestads kyrkas altare
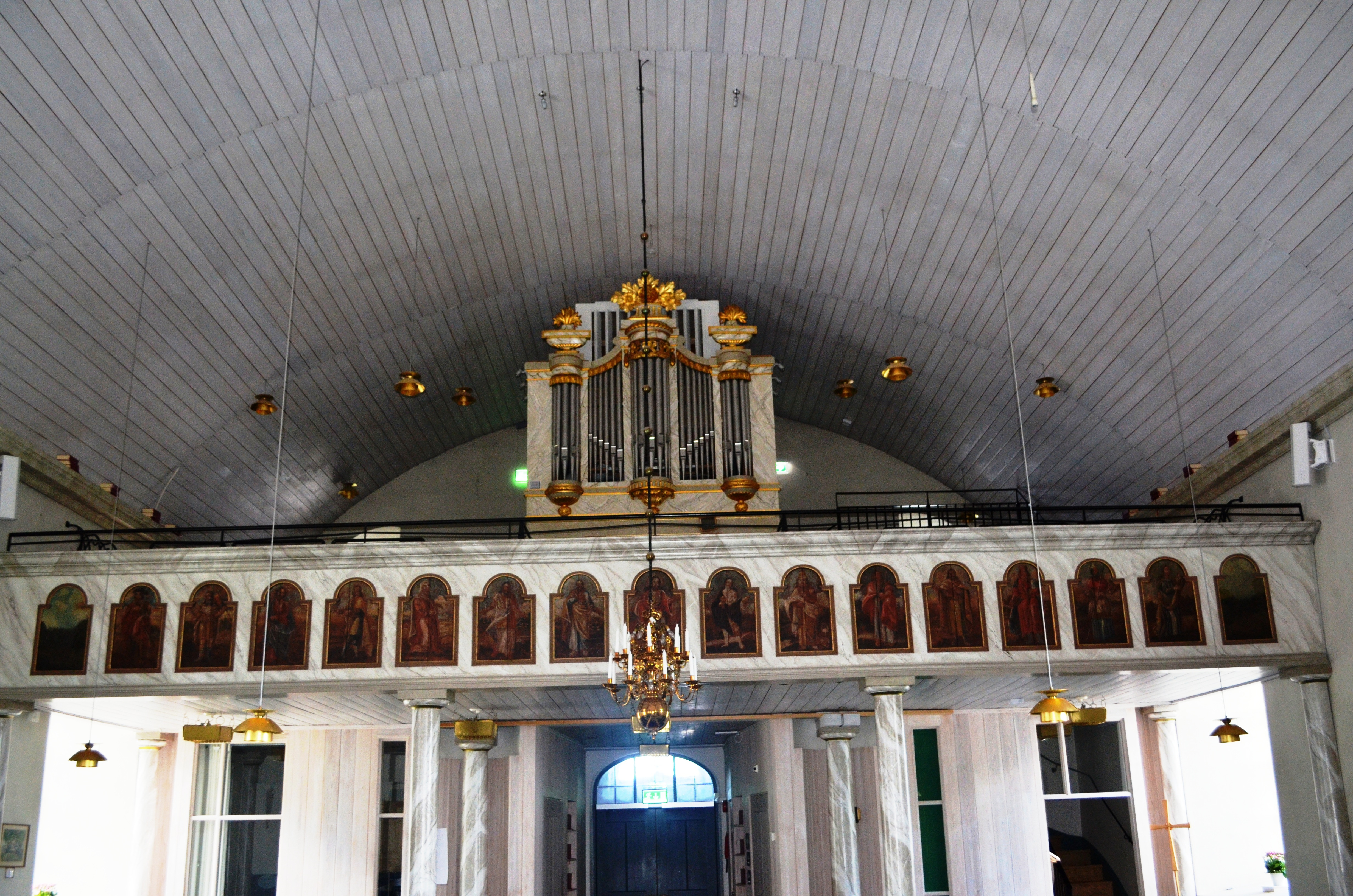
Herrestads kyrkas kyrkorgel
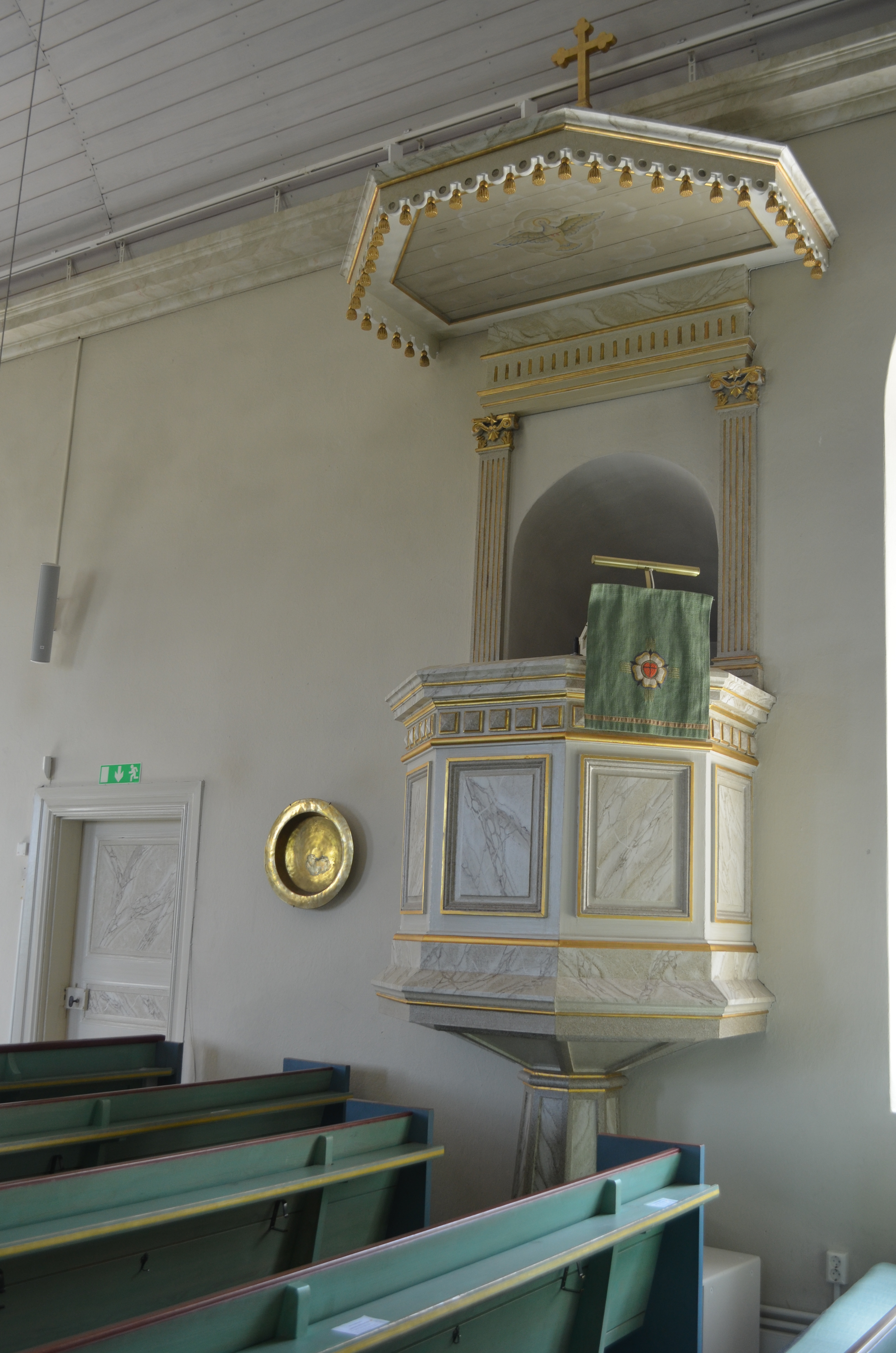
Herrestads kyrkas predikstol
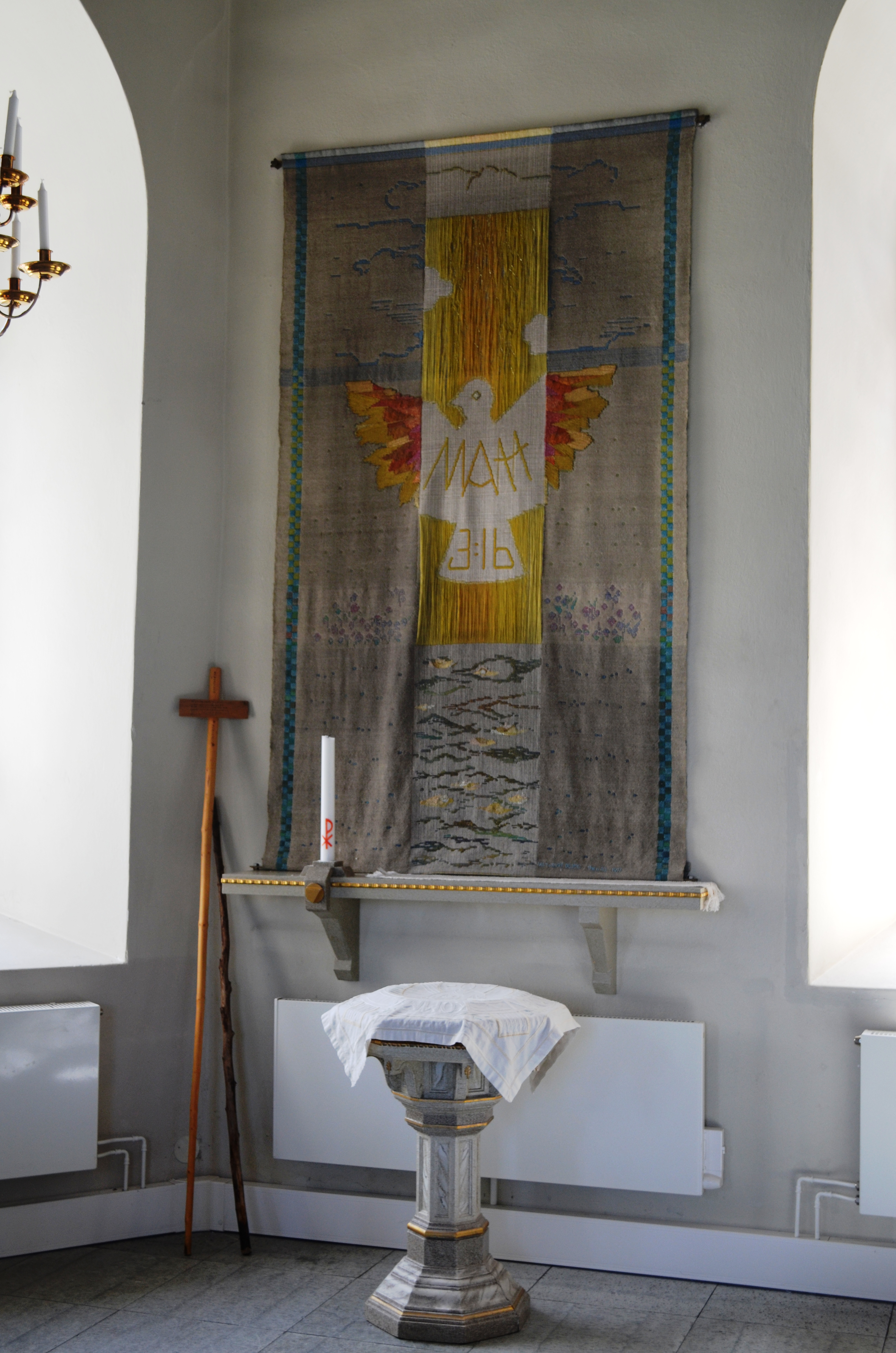
Herrestads kyrkas dopfunt